# Triptolemos-Maler

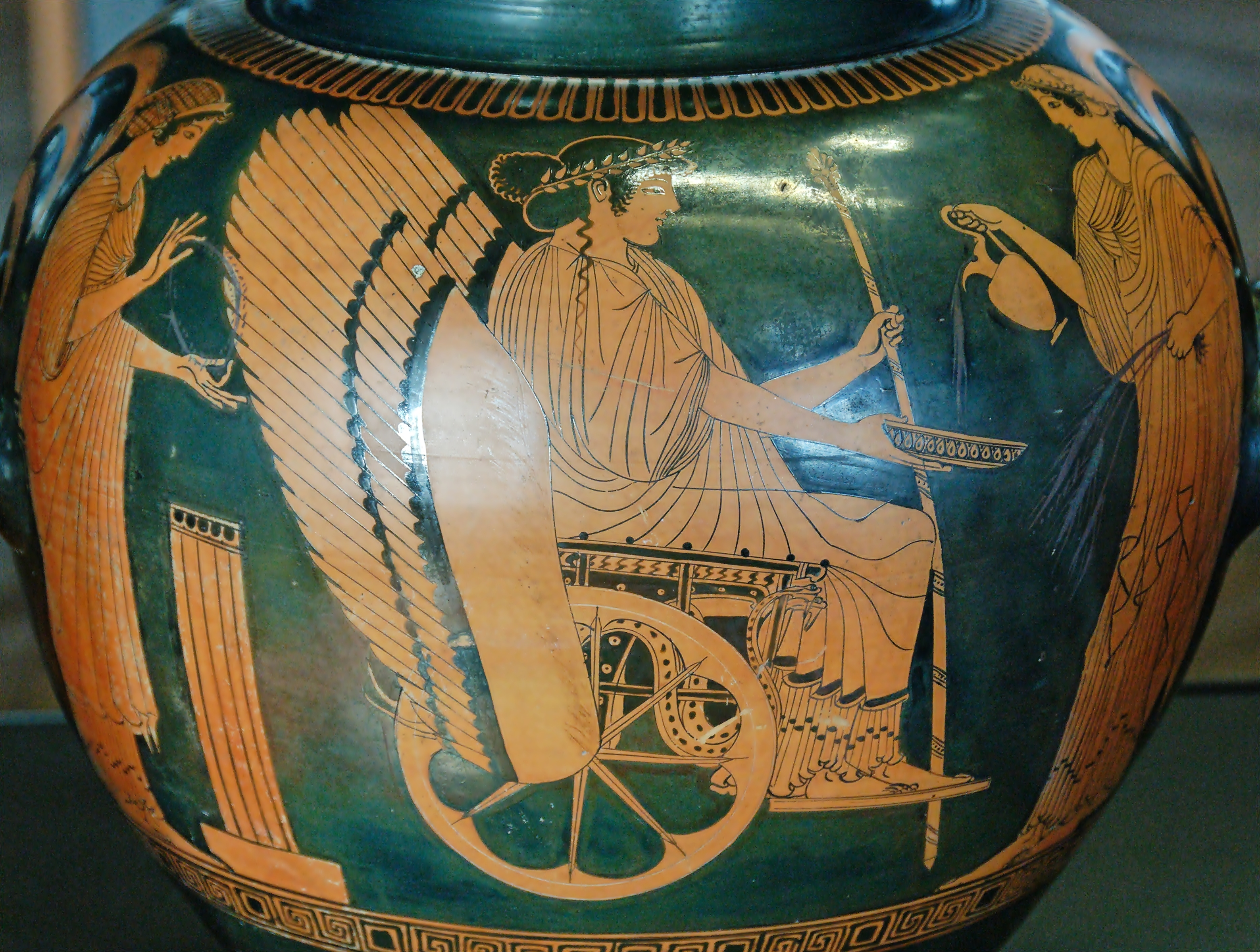
Namensvase des Triptolemos-Malers in Paris, Louvre G 187

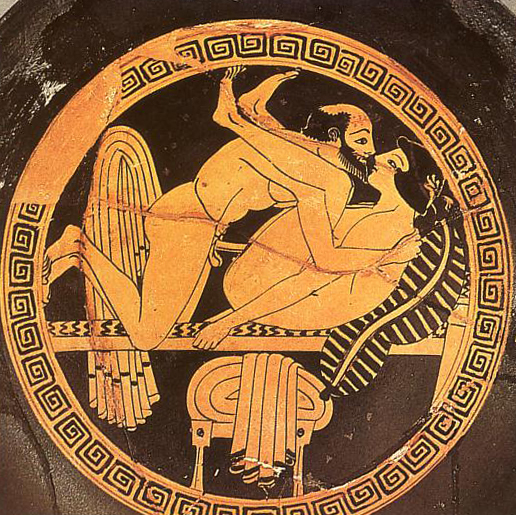
Liebesakt – Innenbild einer rotfigurigen Trinkschale, um 470 v. Chr. Tarquinia, Museo Nazionale

Der mit dem Notnamen Triptolemos-Maler bezeichnete antike Künstler war ein heute nicht mehr namentlich bekannter Vasenmaler des rotfigurigen Stils aus Athen, wo er zwischen 490 und 470 v. Chr. tätig war.
Er begann in der Werkstatt des Euphronios, wo er von Duris lernte. Später arbeitet er auch für die Töpfer Brygos, Hieron, Charinos und Python. Zunächst war sein Stil archaisierend, später war sein Werk nur noch von zweitklassiger Natur. Sein Repertoire hingegen ist breit und reicht von der Apaturien-Prozession über Szenen aus Theben bis hin zur namengebenden Ausfahrt des Triptolemos.